# 富士鉱油
富士鉱油株式会社（ふじこうゆ）は、山形県山形市に本社を置き、山形・秋田・宮城各県および東京都内にガソリンスタンドを展開する企業。

## 沿革
- 1949年7月 -  個人創業
- 1951年2月 - 株式会社に組織変更、商号を「富士鉱油株式会社」と称す
- 1992年7月 - 秋田市外旭川に秋田支店開設
- 1992年8月 -  本社営業部事務所開設
- 1995年7月 - 酒田市船場町に酒田支店開設
- 1997年3月 -  山形県石油業界初の1億円私募債発行
- 1998年2月 - 公的機関の東京中小企業投資育成株式会社の引き受けにより3,600万円増資、資本金8,100万円となる
- 2002年9月 - 1億5千万円の銀行保証付私募債を発行
- 2010年 - 元売り会社の合併により、店舗ブランドを「JOMO』から『ENEOS』に変更。